# 麻恭
麻恭上將，CB[?]（1810年1月21日—1888年6月2日），英國軍人，1841年8月來華參與第一次鴉片戰爭，1843年6月27日成為香港首任輔政司。
麻恭1825年加入英國陸軍，此後長年在印度服役，期間曾於1827年至1830年為其擔任孟買總督的父親約翰·馬爾科姆爵士擔任副官，後來分別於1831年和1839年透過捐官方式升任上尉和少校。1839年第一次鴉片戰爭爆發後，麻恭於1841年8月跟隨新任英國駐華商務總監兼駐華全權公使砵甸乍爵士抵華，擔任公使館秘書官兼駐華英軍總司令歌賦爵士的副官。1842年8月，他參與有關草擬《南京條約》的談判，並促成英方與清廷代表在8月29日正式簽署條約。麻恭在同年12月把條約帶返英國確認，翌年3月再把條約確認本帶到香港，為換約儀式作好準備。另一方面，根據記載，麻恭隨英軍北伐期間，於1842年7月途經揚子江堤岸，與公使館助理秘書吳思南使用一台達蓋爾照相機拍攝沿途風光，成為現存最早有關在中國拍照的記錄。
1843年6月26日，英國與清廷在香港就《南京條約》舉行換約儀式，席間麻恭負責宣讀《英皇制書》和《皇家令狀》，然後由砵甸乍宣誓就任為首任香港總督兼英軍總司令，意味清廷正式依據《南京條約》割讓香港成為英國殖民地。翌日，麻恭獲委任為首任香港輔政司，同時成為首批44名太平紳士之一。然而，麻恭在任約一個月後，就因為要把《五口通商章程及海關稅則》帶返英國而在7月31日離港。此後他未曾返港回任，直到翌年5月輔政司一職才正式由卜魯斯接替。
事實上，雖然香港遲至1843年6月才正式成為英國殖民地，但早在英軍於1841年1月登陸香港後，已對香港作出實際管治。當1841年8月砵甸乍履任和率英軍北伐後，香港事務由駐華商務副總監莊士敦代為打理，期間他大舉出售香港土地，除了英商和其他外商受惠外，甚至於麻恭也是得益者之一。麻恭當時與吳思南同獲批出皇后大道中近美利操場以東海軍軍營附近的一幅土地，闢作專門售賣雜貨的廣州市場，據文獻記載，該市場至少直到1873年仍然屹立原址。晚年的麻恭主要定居於英國倫敦，並於1874年晉升上將。此外，他由1866年起榮任第105步兵團（1881年後改組為英皇直屬約克郡輕步兵團第2營）上校，直到去世。

## 生平

### 早年生涯

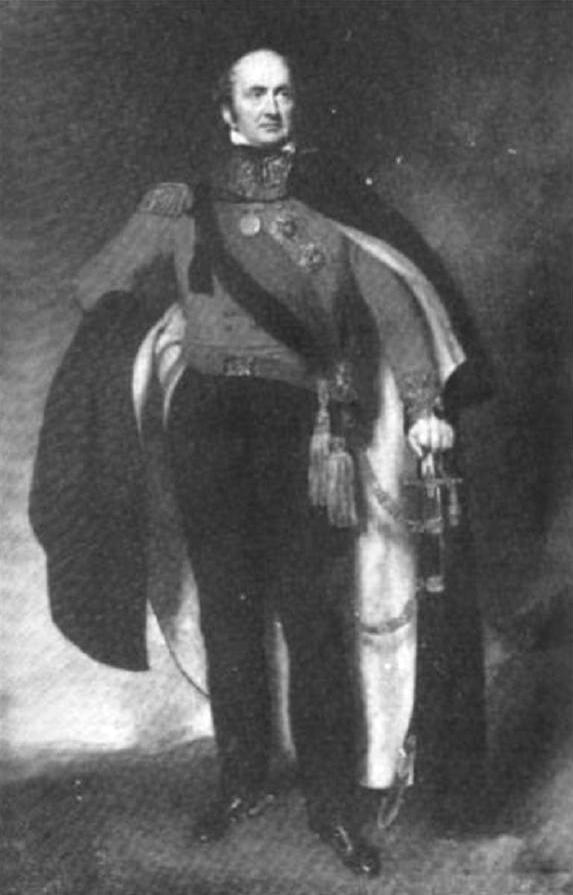
約翰·馬爾科姆

麻恭祖籍蘇格蘭，1810年1月21日生於印度孟買，他的父親約翰·馬爾科姆爵士是軍人和外交官出身，長年任職於英屬東印度公司，1827年至1830年擔任孟買總督，1812年、1815年和1819年先後獲英廷頒授爵士勳銜、KCB勳銜和GCB勳銜。麻恭的母親依莎貝拉·夏洛特（Isabella Charlotte，1789年－1867年）是第一代從男爵亞歷山大·坎貝爾爵士（Sir Alexander Campbell）的次女。作為家中唯一男丁，麻恭有一名胞姊和三名胞妹。
麻恭所受正規教育不多，15歲的時候就在1825年12月31日以捐官方式帶半薪加入英國陸軍擔任步兵少尉，其後於1827年3月21日調入第6步兵軍團，同年6月7日又透過捐官方式轉入第3步兵軍團擔任中尉。麻恭從軍後長年在印度服役，他的父親在1827年至1830年出任孟買總督期間，他更獲指派擔任總督副官。1831年12月30日，麻恭捐官升任上尉，期間於1832年4月20日和1835年12月18日先後轉調到英皇皇家來福槍兵團和第3輕龍騎兵團，並於1839年12月13日再一次捐官升任少校。

### 第一次鴉片戰爭

#### 跟隨砵甸乍來華

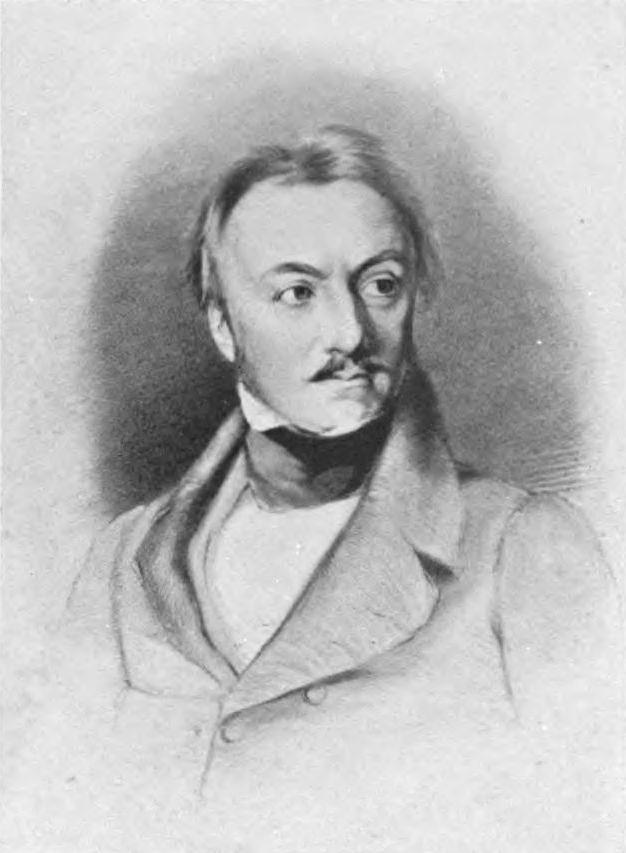
砵甸乍爵士

1839年，清朝與英國爆發第一次鴉片戰爭，及後英國駐華商務總監兼全權公使義律和清廷欽差大臣琦善在1841年1月私擬《穿鼻草約》；同年1月26日，英軍率先佔領香港，標誌著香港開埠，並由英方對香港作出實際管治。惟義律後來被指未能為英方爭取最大利益而遭撤換，改由砵甸乍爵士於1841年8月抵達澳門接任。長年在印度服役的麻恭也在這個時候被抽調支援在華英軍，他於1841年6月獲任命為公使館秘書官兼駐華英軍總司令歌賦爵士（後為歌賦子爵）的副官，並隨砵甸乍一同於8月抵澳。此後，麻恭在戰事中一直追隨砵甸乍和歌賦兩人，而事實上出身於英屬東印度公司的砵甸乍，早年也曾經是麻恭父親的部下。
砵甸乍於1841年8月履新後駐紮澳門，即指派麻恭前赴廣州，向當局投書公告其履任一事。廣州知府余保純隨即於同月回訪澳門，尋求拜會砵甸乍，但被砵甸乍以其官位太低為理由拒見，結果改由麻恭代為接見。未幾，砵甸乍北上用兵，先後攻佔廈門、定海、鎮海和寧波等地，道光帝遂以身兼協辦大學士的皇姪奕經為揚威將軍還擊，但卻大敗而回。戰事踏入1841年12月後因為英軍回防補給而有所暫緩，但軍事行動依然持續；期間砵甸乍曾於1842年3月22日下令禁止廣州行商重修虎門至黃埔沿途的防禦工事，並派遣麻恭到當地嚴加視察，明言任何重修工事將被英方視為敵對行為。

#### 香港開埠初期
砵甸乍最初在1841年8月履新後，只曾匆匆到訪香港兩天一晚，停留時間不足24小時，此後他由於要率軍北進，香港的日常事務要由駐華商務副總監莊士敦代為打理。期間，莊士敦未經砵甸乍同意下大舉出售香港土地，除了英商和其他外商受惠外，甚至於莊士敦本人和其他英方官員也獲批土地。事實上，麻恭也是得益者之一，他與公使館助理秘書吳思南同獲莊士敦批出皇后大道中近美利操場以東海軍軍營附近的一幅土地。該幅土地原本由莊士敦售予一名英商，但後來該名英商無法出示有效的土地業權證明文件，結果被當局沒收。麻恭得手後把土地闢作專門售賣雜貨的廣州市場（Canton Bazaar），雖然廣州市場後來被併入海軍軍營而消失，但至少直到1873年的一幅香港地圖，仍可見到廣州市場屹立原址。

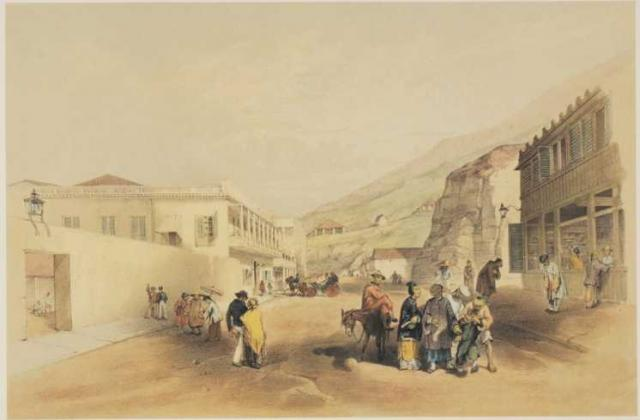
由廣州市場往東望向皇后大道，圖右中式建築屬市場一部份。作品由梅鐸·布魯斯繪於1846年。

1841年12月戰事稍息後，砵甸乍返回澳門視事，翌年2月正式遷到香港辦公。他雖然對莊士敦未經許可出售香港土地的越權行為加以譴責，但也未有深究。1842年3月29日，砵甸乍委任麻恭等人組成一個土地委員會，負責釐清皇后大道中沿途土地的業權問題，為每幅土地標明地界，以及拓闊道路。英國政府其後也就事件展開調查，並於1844年1月致函已成為香港總督的砵甸乍，指出英政府沒有計劃為港督以外的其他香港官員提供官邸，而且極其反對向官員免費批出土地。然而，英政府卻同時選擇採取妥協路線，容許官員只要繳交地租，其業權便可獲得承認。至於港府雖然在官方記錄中找不到莊士敦把廣州市場土地售予麻恭和吳思南的憑證，惟最終仍對兩人的業權予以承認。
另一方面，麻恭隨砵甸乍抵港視事期間，鑒於香港街頭充斥售賣新鮮糧食的小販，缺乏統一管理，影響市容，他於是在皇后大道中近閣麟街和嘉咸街撥出一幅臨海土地作為政府街市。街市於1842年6月落成啟用，並交由一名華人合約承辦商韋寬負責日常打理和營運，而該址即是後來中環街市的前身。1842年7月，砵甸乍把街市交予總巡理府堅偉監管，但日常營運繼續由韋寬承辦。韋寬在1843年逝世後，街市的營辦權由其子韋貴接手，1846年韋貴逝世後再由其弟韋天福接手。韋氏後來於1847年控訴堅偉的華人手下敲詐勒索，驚動時任港督戴維斯爵士，甚至鬧上法庭，成為香港開埠初年轟動一時的新聞。

#### 商議《南京條約》
1842年6月，在港視事已有數月的砵甸乍再度北上會合英軍，當時英軍進犯長江口，攻克吳淞、寶山和上海，至1842年7月佔領鎮江後，於8月兵臨南京城下。鑑於局勢嚴峻，道光帝最終同意議和，派欽差大臣耆英和伊里布由北京前赴南京商談。8月14日，英方首先派出麻恭帶同漢文官馬儒翰和譯員羅伯聃等人往靜海寺，與江蘇按察使黃恩彤和四等侍衛咸寧草擬條約。黃恩彤文質彬彬，謙恭有禮，令麻恭等人留下深刻印象。席間，對於英方向清廷提議開放內陸，黃恩彤指出，他認識麻恭已有一個月，當然可讓他到訪任何地方，但始終中國人2,000年來的成見不可能一天就可破解。他希望英方能滿足於眼前的香港和五個通商口岸，只要中英加深交流，國人慢慢改變觀念，將來英人要進入北京或中國任何一處地方，也非不可能。據麻恭後來憶述，黃恩彤是他平生見過最聰明的人之一。
此後，雙方再就條約進行數輪會談，當中包括在8月19日由耆英、伊里布和兩江總督牛鑑登英艦康華麗號與砵甸乍等人展開磋商，8月22日由砵甸乍一行前往靜海寺與滿清欽差繼續磋商，以及8月26日由砵甸乍一行前往南京城內的江上考棚，與欽差就條約內容作最後談判。在歷次的會談，麻恭均有參與其中。1842年8月29日，砵甸乍一方與耆英及伊里布等清廷代表於康華麗號上正式簽訂《南京條約》，標誌著第一次鴉片戰爭結束。條約除了正式將香港割讓英國，又令清廷賠款2,100萬銀圓，以及開放廣州、福州、廈門、寧波和上海五處港口作為通商口岸等。
戰事結束後，麻恭停任駐華英軍總司令副官，但仍留任公使館秘書官。同時間，道光帝確認《南京條約》的消息於9月15日傳到南京後，麻恭即受命於翌日啟程把條約文本帶返英國，而砵甸乍則於同年12月返抵香港等候英政府的進一步指示。1842年12月9日，麻恭抵達英國普利茅斯德文港，隨即把條約送呈在溫莎堡過冬的維多利亞女皇於12月28日確認，條約及後於12月31日在大法官官邸蓋上國璽。同年12月24日，麻恭獲英廷頒授CB勳銜，以作回報。此外，為肯定他在戰事中的表現，他在戰事結束後於1842年12月23日升任名譽中校，並獲頒授一面中國戰爭獎章，後來又獲准在勳章加上一條鑄有「中國1842」（China 1842）字樣的橫條。

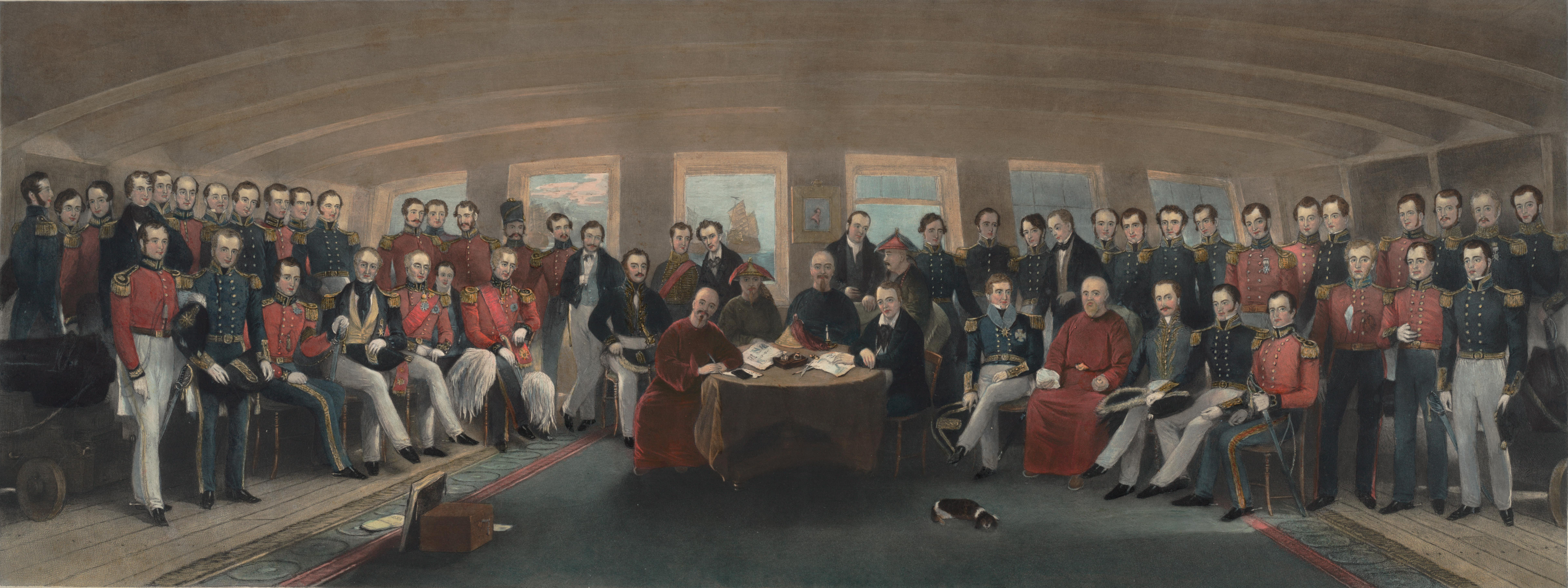
1842年8月29日，英國與清廷雙方代表在康華麗號簽訂《南京條約》，身為公使館秘書官的麻恭也參與其中（畫中前排右三名安坐者）；圍繞畫中央圓桌安坐的四名人士，由左至右依次為黃恩彤、伊里布、耆英和羅伯聃。砵甸乍爵士坐於黃恩彤身後，而站立於伊里布身後的是馬儒翰。

### 香港輔政司
1843年1月5日，麻恭帶同《南京條約》的確認本，啟程離開英國，取道法國巴黎和馬賽，然後循海路於3月16日返抵香港。同年4月5日，維多利亞女皇簽發《英皇制書》（Royal Charter）和任命砵甸乍爵士為香港總督的《皇家令狀》（Royal Warrant），為香港成為英國殖民地提供憲制上的法理基礎。6月4日，再度獲委任為欽差大臣的耆英來到廣州接替病故的伊里布，準備到香港參與《南京條約》的換約儀式；兩日後，麻恭與馬儒翰等人親赴廣州城會見耆英，安排打點。6月23日，耆英在黃恩彤和咸齡等人陪同下乘英艦阿克巴爾號（HMS Akbar）抵港，而換約儀式則於6月26日在砵甸乍的官邸舉行。儀式當天，締約雙方代表各自接收《南京條約》中英文本各兩套，然後由麻恭宣讀《英皇制書》和《皇家令狀》，稍後砵甸乍即宣誓就任為首任香港總督兼英軍總司令，意味清廷正式依據《南京條約》割讓香港成為英國殖民地。同日晚上，砵甸乍設宴款待耆英一行，席間兩人曾經交換禮物示好，其中由砵甸乍贈予耆英的一把佩劍和一件皮帶，便是由麻恭奉命由英國帶來。
砵甸乍宣誓就任港督當天，港府率先公佈原駐華商務副總監莊士敦改任駐華商務總監助理兼註冊官，翌日6月27日又再公佈一系列的人事任免，當中包括由麻恭兼任輔政司、原公使助理軍醫兼公使館助理秘書吳思南兼任港督私人秘書和副輔政司，以及原漢文官馬儒翰留任原職等。同日，麻恭在內44人獲任命為香港首批太平紳士。不過，麻恭的輔政司任命並非受到所有人的歡迎，其中《華友西報》就在7月6日刊出讀者來函，對麻恭的公使館秘書官身份加以質疑，又認為曾多次代麻恭署任公使館秘書官的馬儒翰更勝任輔政司一職。

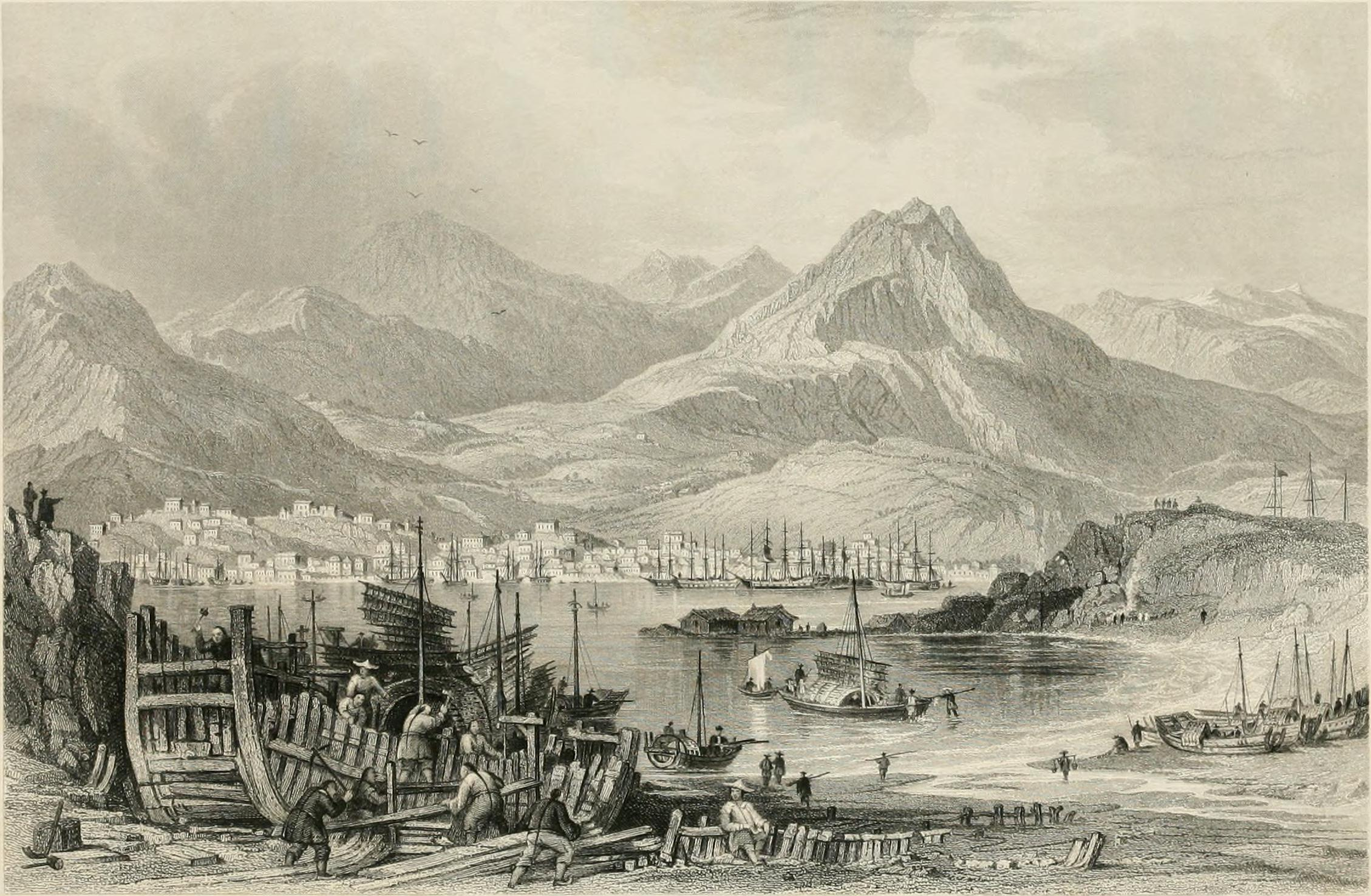
從九龍遠望開埠初年的香港島。

另一方面，麻恭在英期間，曾受砵甸乍所託，考察成立於1829年的倫敦警隊。由於香港開埠之初尚未有正式警隊，而且罪案頻生，當局甚至要派駐英兵在城內各點駐守以維持治安，因此砵甸乍希望能夠仿傚倫敦的新式現代化警隊，在香港設立正規警隊，以改善香港的治安問題。麻恭返港後，向砵甸乍詳加匯報，並提出透過開徵差餉以維持警隊開支，促成香港警隊後來於1844年5月1日成立，由時任總巡理府堅偉擔任首長。
1843年7月22日，砵甸乍頒布《五口通商章程及海關稅則》，作為《南京條約》的附約，有關稅則由麻恭於7月31日乘搭阿克巴爾號啟程帶返英國。此後，砵甸乍於8月21日委任馬儒翰在麻恭離港期間署任輔政司一職；同日，又委任莊士敦、馬儒翰和堅偉出任議政局和定例局首批議員。然而，這個組合的議政局和定例局從未召開，原因是莊士敦在同年10月因病返英，而馬儒翰更在任命後數天於8月29日病逝澳門。事實上，麻恭自1843年3月自英抵港後，僅在港逗留四個半月，實際擔任輔政司的時間也只有大約一個月。他於7月31日離港返英後，於同年11月卸任公使館秘書官一職，但名義上仍然是輔政司。他此後未曾返港回任，直到戴維斯爵士在1844年5月8日繼砵甸乍成為第二任港督後，於兩日後的5月10日才正式命任卜魯斯為新任輔政司。

### 晚年生涯
麻恭返回英國後，於1845年5月16日復員領取半薪，並脫離原屬的第3輕龍騎兵團。1847年，英國下議院中英商務關係專責委員會展開一連串聆訊，期間麻恭曾被委員會傳召就香港開埠初年發展的種種情況作供。當中，麻恭向委員會指出英方選擇以香港作為據點是義律的原意，理由是香港水深港闊，人口只有5,000人，是廣州附近最理想的位置。相反，英政府一直希望取得的舟山卻太接近滿清的軍機要地，而且人口多達30萬，相對而言更難管治，有關的決定後來也得到砵甸乍和不少在華英方官員的贊同和附議。
關於香港的土地問題，麻恭向委員會強調砵甸乍從來沒有強迫澳門的英商遷居香港。事實上是香港開埠和成為英國殖民地以後，澳門英商爭相尋求向砵甸乍獲得香港土地。不過，砵甸乍從沒有像義律和莊士敦一樣私自拍賣土地，並以等候英政府進一步指示為理由拒絕。至於其他較早時已購入香港土地的商家，已看準當地將來成為自由港所帶來的商機，於是立即大興土木。麻恭又認為，香港土地價格高昂，地契有效期定於999年是合理的安排，並宣稱太短的地契年限，將不符殖民地的長遠利益。
麻恭後來於1854年6月20日升任上校，1857年印軍嘩變後，他曾於1858年至1859年奉派到埃及亞歷山大港擔任副軍需總長（Deputy Quartermaster-General），負責監督英軍在埃及過境前往印度的安排，期間又於1858年10月26日升為少將。此後，他於1867年3月8日升為中將，1874年5月16日晉升上將，並於1866年3月10日起終身榮任第105步兵軍團（1881年後改組為英皇直屬約克郡輕步兵團第2營）上校。晚年的麻恭在1880年1月21日正式列入退伍名單，他於1888年6月2日在倫敦斯隆街87號（Sloane Street）寓所逝世，終年78歲。

## 個人生活

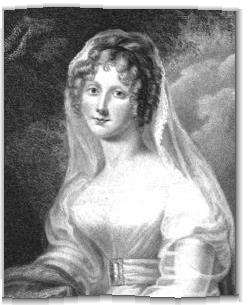
喬治安娜·哈科特

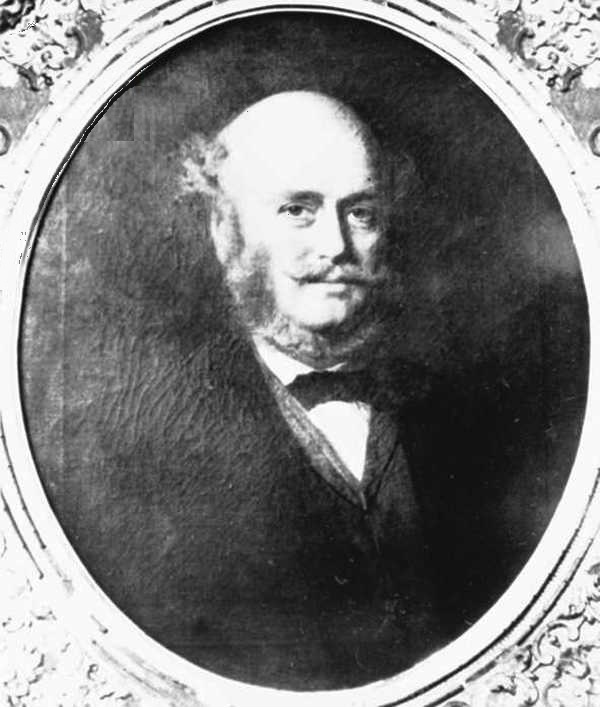
麻恭上將

麻恭1845年12月4日於英國約克郡主教村（Bishopthorpe）娶文學翻譯家喬治安娜·哈科特（Georgiana Harcourt，1807年6月－1886年10月29日）為妻。喬治安娜的父親是英國聖公會約克大主教愛德華·維納布爾斯-維農-哈科特（Edward Venables-Vernon-Harcourt，1757年－1847年），她在家中16名兄弟姊妹中排行最小。兩人沒有子女。
根據第一次鴉片戰爭期間擔任英方隨員的白加士記載，麻恭隨英軍北伐期間，曾於1842年7月16日途經揚子江堤岸，與同行的助理軍醫兼公使館助理秘書吳思南一同使用一台達蓋爾照相機拍攝沿途風光。這雖然是現存文獻最早關於在中國拍照的記錄，惟麻恭和吳思南所拍攝的照片並未留存後世。

## 榮譽
- 以下列出榮譽全稱及縮寫：^ 
  - 太平紳士（J.P.） （1843年6月27日；[69]1844年註銷）
  - 巴斯同袍軍事勳章（C.B.） （1843年12月24日[55]）
  - 中國戰爭獎章 （1843年[3][58]）
  - 中國戰爭獎章橫條 （1861年[3][58]）

## 注腳
1. 1 2 3 4 5 6 7  Boase (1965), p.707.
2. ↑  Bennett (2009), p.2.
3. 1 2 3 4 5 6 7 8 9 10 11  The Illustrated London News Vol.92 (1888), p.620.
4. 1 2 3  "Significant Scots: Sir John Malcolm" (retrieved on 6 May 2018)
5. ↑  "Issue 17001 （页面存档备份，存于）", London Gazette, 12 December 1812, p.16680.
6. ↑  "Issue 17001 （页面存档备份，存于）", London Gazette, 8 April 1815, p.649.
7. ↑  "Issue 17540 （页面存档备份，存于）", London Gazette, 30 November 1819, p.2146.
8. 1 2  "General Sir John Malcolm" (retrieved on 6 May 2018)
9. ↑  "Issue 18207 （页面存档备份，存于）", London Gazette, 31 December 1825, p.2399.
10. ↑  "Issue 18347 （页面存档备份，存于）", London Gazette, 27 March 1827, p.723.
11. ↑  "Issue 18373 （页面存档备份，存于）", London Gazette, 26 June 1827, p.1370.
12. ↑  "Issue 18888 （页面存档备份，存于）", London Gazette, 30 December 1831, p.2793.
13. ↑  "Issue 18928 （页面存档备份，存于）", London Gazette, 20 April 1832, p.886.
14. ↑  "Issue 19339 （页面存档备份，存于）", London Gazette, 18 December 1835, p.2527.
15. ↑  "Issue 19803 （页面存档备份，存于）", London Gazette, 13 December 1839, p.2608.
16. 1 2  陳成漢（2017年3月），頁47。
17. 1 2 3 4  陳成漢（2017年3月），頁48。
18. 1 2 3 4  Report from the Select Committee on Commercial Relations with China (12 July 1847), p.343.
19. 1 2 3  The Chinese Repository Vol.XI (1842), p.584.
20. ↑  Kaye (1856), pp.35-36.
21. 1 2  Bernard (1844), pp.115-117.
22. ↑  McPherson (1843), pp.200-230.
23. ↑  McPherson (1843), pp.250-258.
24. ↑  The Canton Register Vol.15 No.13 (19 March 1842)
25. 1 2  Endacott (2005), p.56.
26. ↑  Endacott (2005), pp.56-57.
27. ↑  Martin (1847), p.402.
28. ↑  Report from the Select Committee on Commercial Relations with China (12 July 1847), pp.402 & 405.
29. 1 2 3  The Canton Register Vol.15 No.25 (21 June 1842)
30. 1 2 3  "Old Hongkong" (15 January 1934)
31. ↑  "Old Hongkong" (25 September 1933)
32. ↑  Endacott (2005), p.15.
33. ↑  The Chinese Repository Vol.XI (1842), p.674.
34. ↑  Report from the Select Committee on Commercial Relations with China (12 July 1847), pp.378-379.
35. 1 2  Report from the Select Committee on Commercial Relations with China (12 July 1847), p.393.
36. ↑  Report from the Select Committee on Commercial Relations with China (12 July 1847), p.399.
37. ↑  Report from the Select Committee on Commercial Relations with China (12 July 1847), pp.347-48 & 410.
38. ↑  Report from the Select Committee on Commercial Relations with China (12 July 1847), pp.347-48.
39. 1 2 3 4  Smith (1995), p.43.
40. ↑  Endacott (2005), p.57.
41. ↑  The Chinese Repository Vol.XI (1842), p.676.
42. ↑  Loch (1843), pp.148-150.
43. ↑  Loch (1843), p.150.
44. 1 2  Report from the Select Committee on Commercial Relations with China (12 July 1847), pp.349-50.
45. ↑  Loch (1843), pp.160-163.
46. ↑  Loch (1843), pp.166-168.
47. ↑  Loch (1843), pp.168-175.
48. ↑  Loch (1843), pp.160-175.
49. ↑  Loch (1843), pp.186-188.
50. ↑  The Asiatic Journal and Monthly Register for British and Foreign India, China, and Australasia (1843), p.47.
51. ↑  Endacott (2005), p.58.
52. ↑  Fisher's Colonial Magazine and Commercial Maritime Journal Vol.II (1843), p.121.
53. ↑  Morse (1910), p.297.
54. 1 2  Fisher's Colonial Magazine and Commercial Maritime Journal Vol.II (1843), p.238.
55. 1 2  "Issue 20181 （页面存档备份，存于）", London Gazette, 27 December 1842, p.3863.
56. ↑  The Asiatic Journal and Monthly Register for British and Foreign India, China, and Australasia (1843), p.95.
57. ↑  "Issue 20180 （页面存档备份，存于）", London Gazette, 23 December 1842, p.3821.
58. 1 2 3  Duckers (2013)
59. ↑  "Collection Online: Names of the principal Officers and Official Gentlemen who are represented in the Engraving of the Signing and Sealing of the Treaty of Nanking" (retrieved on 6 May 2018)
60. ↑  The Chinese Repository Vol.XII (1843), p.167.
61. ↑  The Chinese Repository Vol.XII (1843), pp.379-382.
62. 1 2  "Record of Occurrences in China during the Year 1843 (Continued from No.94)" (9 January 1844)
63. ↑  The Chinese Repository Vol.XII (1843), p.335.
64. ↑  陳成漢（2017年3月），頁49至50。
65. ↑  The Chinese Repository Vol.XII (1843), pp.335-336.
66. ↑  The Baptist Missionary Magazine Volume XXIV (1844), p.45.
67. ↑  The Nautical Magazine (1843), p.819.
68. ↑  "Government Notification" (30 June 1843)
69. 1 2  "Her Britannic Majesty's Justices of the Peace in China" (30 June 1843)
70. ↑  "To the Editor of the Friend of China" (6 July 1843)
71. 1 2 3  Report from the Select Committee on Commercial Relations with China (12 July 1847), p.345.
72. ↑  Crisswell and Watson (1982), p.17.
73. ↑  The Chinese Repository Vol.XII (1843), pp.391 & 397-400.
74. ↑  The Chinese Repository Vol.XII (1843), p.400.
75. ↑  "Government Appointments" (24 August 1843)
76. ↑  "Proclamation" (24 August 1843)
77. ↑  Endacott (2005), p.59.
78. ↑  "Record of Occurrences in China during the Year 1843 (Concluded from No.96)" (16 January 1844)
79. 1 2  Hertslet (1877), p.143.
80. ↑  The Chinese Repository Vol.XIII (1844), p.9.
81. ↑  The Chinese Repository Vol.XIII (1844), p.266.
82. ↑  "Issue 20471 （页面存档备份，存于）", London Gazette, 16 May 1845, p.1472.
83. 1 2  Report from the Select Committee on Commercial Relations with China (12 July 1847), pp.343-45.
84. 1 2 3 4 5  Report from the Select Committee on Commercial Relations with China (12 July 1847), pp.345-46.
85. ↑  "Issue 21564 （页面存档备份，存于）", London Gazette, 22 June 1854, p.1934.
86. ↑  "Issue 22194 （页面存档备份，存于）", London Gazette, 26 October 1858, p.4578.
87. ↑  "Issue 23234 （页面存档备份，存于）", London Gazette, 29 March 1867, p.1982.
88. ↑  "Issue 24103 （页面存档备份，存于）", London Gazette, 9 June 1874, p.2947.
89. ↑  "Issue 24810 （页面存档备份，存于）", London Gazette, 10 February 1880, p.625.
90. ↑  "General George Alexander Malcolm" (retrieved on 6 May 2018)
91. 1 2  Hannavy (2013), p.292.

### 英文資料
- The Canton Register Vol.15 No.13, 29 March 1842.
- The Canton Register Vol.15 No.25, 21 June 1842.
- The Chinese Repository （页面存档备份，存于） Vol. XI. Canton: Printer for the Proprietors, 1842.
- "Her Britannic Majesty's Justices of the Peace in China （页面存档备份，存于）", The Friend of China & Hong Kong Gazette, Government Extraordinary to No.66, 30 June 1843, p.2.
- "Government Notification （页面存档备份，存于）", The Friend of China & Hong Kong Gazette, Government Extraordinary to No.66, 30 June 1843, p.2.
- "To the Editor of the Friend of China", The Friend of China & Hong Kong Gazette No.68 Vol.II, 6 July 1843, p.1.
- "Proclamation", The Friend of China & Hong Kong Gazette No.75 Vol.II, 24 August 1843.
- "Government Appointments", The Friend of China & Hong Kong Gazette No.75 Vol.II, 24 August 1843.
- Loch, Capt. Granville G., The Closing Events of the Campaign in China: The Operations in the Yang-Tze-Kiang （页面存档备份，存于）. London: John Murray, Albemarle Street, 1843.
- McPherson, Donald, The War in China （页面存档备份，存于）. London: Saunders and Otley, Conduit Street, 1843.
- The Chinese Repository （页面存档备份，存于） Vol. XII. Canton: Printer for the Proprietors, 1843.
- Fisher's Colonial Magazine and Commercial Maritime Journal （页面存档备份，存于） Vol.II. London: Fisher, Son, & Co., 1843.
- The Asiatic Journal and Monthly Register for British and Foreign India, China, and Australasia （页面存档备份，存于） Vol.XL. London: Wm H. Allan and Co., 1843.
- The Nautical Magazine （页面存档备份，存于）. London: Simpkin, Marshall, And Co., 1843.
- "Record of Occurrences in China during the Year 1843 (Continued from No.94)", The Friend of China & Hong Kong Gazette Vol.III No.96, 9 January 1844.
- "Record of Occurrences in China during the Year 1843 (Concluded from No.96) （页面存档备份，存于）", The Friend of China & Hong Kong Gazette Vol.III No.98, 16 January 1844.
- Bernard, William Dallas, Narrative of the Voyages and Services of the Nemesis, from 1840 to 1843 （页面存档备份，存于） Vol.II. London: Henry Colburn, Publisher, Great Marlborough Street, 1844.
- The Baptist Missionary Magazine （页面存档备份，存于） Volume XXIV. Boston: Press of John Putnam, 1844.
- The Chinese Repository （页面存档备份，存于） Vol.XIII. Hong Kong: Printed for the Proprietors, 1844.
- Report from the Select Committee on Commercial Relations with China （页面存档备份，存于）. Great Britain: House of Commons, 12 July 1847.
- Martin, Robert Montgomery, China; Political, Commercial, and Social; in an Official Report to Her Majesty's Government （页面存档备份，存于）. London: James Madden, 1847.
- Kaye, John William, The Life and Correspondence of Major-General Sir John Malcolm, G.C.B., Late Envoy to Persia, and Governor of Bombay （页面存档备份，存于） Vol.II. London: Smith, Elder, And Co., 65 Cornhill, 1856.
- Compiled by Hertslet, Edward, The Foreign Office List （页面存档备份，存于）. London: Harrison, 59, Pall Mall, January 1877.
- The Illustrated London News Vol.92. Illustrated London News & Sketch Limited, 1888.
- Morse, Hosea Ballou, The International Relations of the Chinese Empire. Kelly and Walsh, 1910.
- "Old Hongkong", The South China Morning Post, 25 September 1933, p.17.
- "Old Hongkong", The South China Morning Post, 15 January 1934, p.17.
- Boase, Frederic, Modern English Biography: Containing Many Thousand Concise Memoirs of Persons who Have Died Between the Years 1851-1900, with an Index of the Most Interesting Matter Vol.2. London: Frank Cass, 1965.
- Crisswell, C., and, Watson, M., The Royal Hong Kong Police, 1841-1945. Hong Kong: Macmillan, 1982.
- Smith, Carl T., A Sense of History: Studies in the Social and Urban History of Hong Kong. Hong Kong: Hong Kong Educational Pub. Co., 1995.
- Endacott, G. B., A Biographical Sketch-book of Early Hong Kong. Hong Kong: Hong Kong University Press, 2005. ISBN 962-209-742-1
- Bennett, Terry, History of Photography in China 1842-1860. London: Quaritch, 2009. ISBN 978-0-95630-120-8
- Duckers, Peter, "The China War Medal, 1840-42", British Military Medals: A Guide for the Collector and Family Historian Second Edition （页面存档备份，存于）. Pen and Sword, 2013. ISBN 978-1-47382-983-1
- Hannavy, John, Encyclopedia of Nineteenth-Century Photography （页面存档备份，存于）. London: Routledge, 2013. ISBN 978-1-13587-326-4
- "Significant Scots: Sir John Malcolm （页面存档备份，存于）", Electric Scotland, retrieved on 6 May 2018.
- "General Sir John Malcolm （页面存档备份，存于）", The Peerage, retrieved on 6 May 2018.
- "General George Alexander Malcolm （页面存档备份，存于）", The Peerage, retrieved on 6 May 2018.
- "Collection Online: Names of the principal Officers and Official Gentlemen who are represented in the Engraving of the Signing and Sealing of the Treaty of Nanking", The British Museum, retrieved on 6 May 2018.

### 中文資料
- 陳成漢著，〈鴉片戰爭後清宗室耆英兩度訪港 （页面存档备份，存于）〉，《明月》二零一七年三月號。香港：明報報業有限公司，2017年3月，頁47至53。

## 外部鏈結
- 中環街市 （页面存档备份，存于）
- 香港志：鴉片帝國 （页面存档备份，存于）

| 政府职务                        | 政府职务                                       | 政府职务                 |
| ------------------------------- | ---------------------------------------------- | ------------------------ |
| 前任： 首任                     | 香港輔政司 1843年－1844年                      | 繼任： 卜魯斯            |
| 榮銜                            |                                                |                          |
| 前任： 阿奇博爾德·布朗·戴斯中將 | 第105步兵軍團上校 1866年－1881年               | 繼任： 末任              |
| 前任： 首任                     | 英皇直屬約克郡輕步兵團第2營上校 1881年－1888年 | 繼任： 托馬斯·艾迪遜上將 |